# Hlučín
Hlučín (Duits: Hultschin) is een Silezische stad in de Tsjechische regio Moravië-Silezië, en maakt deel uit van het district Opava. Hlučín telt 13.506 inwoners (2023).
Hlučín en het omliggende Hultschiner land behoorde tot 1918 tot Duitsland en had tot 1945 een overwegend Duitstalige bevolking. Na de Tweede Wereldoorlog werd de Duitstalige bevolking verdreven.

## Geboren
- Pavel Josef Vejvanovský (1633-1693), componist, dirigent, trompettist, organist en koorleider
- Norbert Studnitzky (1936), componist en dirigent
- Jiří Pavlenka (1992), voetballer